# Niddah
Les statuts de la niddah (hébreu : נִדָּה « éloignée » ou « écartée ») forment la majeure partie des lois de la pureté familiale (hébreu : חוקי טהרת המשפחה ’houqei taharat hamishpa'ha) ainsi dénommées dans le judaïsme orthodoxe , régissent l’état d’impureté rituelle dans laquelle se trouve la femme en période de règles, et impliquent une séparation physique temporaire du couple, sous peine d’enfreindre une prohibition biblique passible de retranchement : tenue de vérifier le moindre indice d’écoulement de sang menstruel à l’approche de la période supposée, la femme doit s’éloigner de son mari dès qu’il a commencé, s’abstenant de contacts physiques et, à plus forte raison, de relations sexuelles au cours d’une période plus ou moins longue (les couples ont pour coutume de dormir séparément pendant cet intervalle), à l’issue de laquelle elle doit se tremper dans un bain rituel pour se laver de l’impureté et reprendre la vie conjugale.
Le poids de la niddah sur la vie juive est majeur, faisant l’objet d’un traité homonyme consacré au sujet où il est notamment enseigné qu’une communauté juive doit faire passer la construction du bain rituel avant toute autre priorité. Le respect des lois de la niddah façonne ainsi un pan considérable de la vie des communautés traditionnelles puis orthodoxes, où leur complexité suscite un important corpus de questions-réponses des autorités rabbiniques.

## La niddah et ses lois dans les sources juives

### Dans la Bible
Le terme niddah apparaît dans le Lévitique, au sein du Code de sainteté où ses lois sont principalement exposées : la Torah énonce d’abord, au sujet d’une parturiente qui mettrait un garçon au monde, qu’elle sera « impure durant sept jours kimei niddat devota, comme lorsqu'elle est isolée à cause de sa souffrance » (Lv 12:2) ou bien « deux semaines keniddata, comme lors de son isolement » si elle donne naissance à une fille (Lv 12:5). 
L’isolement même, est décrit trois chapitres plus loin, après l’exposition des lois concernant les hommes atteints d’écoulement génital (en) ou après émission de sperme (en) : 

« [litt. : Et une] femme qui aura un flux, un flux de sang en sa chair, restera sept jours dans son impureté. Quiconque la touchera sera impur jusqu’au soir.Tout objet sur lequel elle repose lors de son isolement, sera impur ; tout objet sur lequel elle s'assied, sera impur. Quiconque touchera à sa couche devra laver ses vêtements, se baigner dans l'eau, et restera impur jusqu’au soir. Quiconque touchera à quelque meuble où elle s’assoirait, lavera ses vêtements, se baignera dans l’eau, et restera impur jusqu’au soir. S’il y a quelque chose sur le lit ou sur l’objet sur lequel elle s’est assise, celui qui la touchera sera impur jusqu’au soir. Et si un homme couche avec elle et que sa niddah [à elle] vienne sur lui, il sera impur pendant sept jours, et tout lit sur lequel il couchera sera impur. »

— Lévitique 15:19-24
La Torah interdit les rapports avec une femme niddah (he) à plusieurs reprises, les comptant d’une part parmi les relations interdites (Lv 18:19), et proclamant d’autre part qu’« un homme cohabitant avec une femme souffrante [du flux], et a découvert sa nudité, découvrant sa source, et elle[-même] a dévoilé la source de ses sangs, ils seront retranchés tous deux du sein de leur peuple » (Lv 20:18).
Lorsque l’écoulement se prolonge au-delà de la période d’isolement ou survient en-dehors de celle-ci, elle est impure de la même manière mais le demeure en outre pendant une semaine après que le sang a cessé de couler, et elle doit apporter ensuite deux oiseaux en offrande, l’une expiatoire et l’autre holocauste (Lv 15:25-30).
L’emploi de niddah est ensuite élargi à d’autres fautes : c’est une niddah pour un homme que de découvrir la nudité de la femme de son frère, du vivant de celui-ci (Lv 20:21), c’est en niddah que Dieu place l’or et l’argent des habitants d’Israël qui sont tombés par eux dans le crime, l’orgueil et l’idolâtrie (Ez 7:19-20), et c’est de la niddah qu’Ézéchias prie les Lévites de débarrasser le temple de Jérusalem avant de le sanctifier (2 Chron 29:5). Le Livre des Nombres utilise quant à lui l’expression  mei niddah à cinq reprises pour dénommer « l’eau de séparation » à laquelle ont été mélangées les cendres de la génisse rouge (Nb 19:9, 19:13, 20-21 & 31:21) car elle sert à laver les fautes qui séparent Israël de Dieu ; c’est en ce sens que l’expression revient dans l’annonce eschatologique de Zacharie, qui prophétise l’apparition d’une source à Jérusalem pour la laver de ses fautes et péchés (Zach 13:1).

### Dans la littérature tannaïtique
Les nombreux enseignements autour de ces versets bibliques, transmis de génération en génération par les sages dits « répétiteurs », sont regroupés par versets dans le Sifra puis, dans un second temps, par thèmes dans la Mishna et son « complément, » la Tossefta.
De l’« et » superflu accollé à « une femme » dans le verset Lv 15:19, les sages d’Israël tirent en loi que les règles de la niddah s’appliquent à toute femme dès son premier jour de vie, et non seulement à la « femme complète » (MetZav 4:1). Une lecture qui harmonise « un flux » avec « elle a révélé la source de [litt.] ses sangs » (Lv 20:18), conduit ces docteurs de la Loi à limiter l’impureté d’écoulement au sang et non à d’autres fluides ; il doit en outre provenir de « la source » et non d’autres endroits pour rendre la femme niddah mais « ses sangs » indique qu’il y a plus d’une teinte impurifiante — le « rouge » comme le sang qui s’écoule des plaies vives (mais non anciennes), le « noir » comme l’encre sèche, la teinte rouge-orange de la « racine de curcuma », celle rouge-brune de « l’eau de terre » qui charrie le limon fertilisé dans les vallées de Galilée, et le rouge violacé du « vin du Sharon dilué » dans deux mesures d’eau — les sages de la maison de Shammaï mais non ceux de la maison de Hillel, ajoutent à ces nuances celles de “l’eau de fenugrec ou l’eau de viande rôtie” (MetZav 4:2-3 & mishna Niddah 2:6).
De surcroît, « dans sa chair » rend la femme impure « de l’intérieur comme de l’extérieur », c’est-à-dire dès l’émission de sang utérin dans le beit ha’hitson, avant même qu’il ne s’écoule du vagin (MetZav 4:4). Elle est dès cet instant impure pour sept jours et nuits consécutifs, qu’elle voie d’autres écoulements ou non au cours de cette période, et elle doit attendre la fin du septième jour, c’est-à-dire la nuit du huitième jour pour se purifier dans un bain rituel (MetZav 4:5-8 ; TazYol 1:12-14 applique ces mêmes statuts à la femme en couche d’après Lv 12:2). 
Soulignant le contraste biblique entre la personne qui touche la niddah et celle qui couche avec elle, les sages enseignent que l’impureté de la première ne serait pas plus sévère que celle du zav puisqu’elle ne pas confère à son tour l’impureté aux personnes et récipients de terre qu’elle toucherait (MetZav 4:9-11). Les sages restreignent aussi la transmission de l’impureté non à « tout objet sur lequel elle repose [ou] s’assied » (Lv 15:20) mais aux lits ou sièges spécifiquement employés par elle à cet usage, puisqu’il est dit « sa couche » au verset suivant (MetZav 4:12 et seq.). En revanche, un homme — donc âgé de neuf ans et un jour ou plus — qui couche avec une niddah, que ce soit ou non dans un but d’union, et que celle-ci s’effectue ou non selon la nature, reçoit et communique son impureté mais non d’autres comme la tsara’t.